# Finales de la Coupe du monde de ski de fond
Les Finales de la Coupe du monde de ski de fond sont une compétition de ski de fond créée en 2008, inscrite dans le calendrier de la coupe du monde de ski de fond, elle a pour objectif de rendre ce sport plus attrayant et médiatique. À l'instar du Tour de Ski et du Nordic Opening, il s'agit d'une compétition à plusieurs étapes qui dans ce cas clôt la saison de la Coupe du monde.

## Historique
Ce mini-tour est mis en place par la fédération internationale de ski lors de la Coupe du monde 2008 (année sans Jeux olympiques ou de Championnats du monde) pour clore la saison dans l'objectif d'intéresser les médias et les fondeurs en cette fin de saison. Il prend lieu à proximité de la station transalpine de Bormio à Santa-Caterina. Il est constitué de trois étapes du 14 au 16 mars 2008 : un prologue sur 2,5 km (femmes) et 3,3 km (hommes) en style libre, des départs en ligne de 10 km et 20 km en style classique et des départs style handicap sur 10 km et 15 km en style libre. Les fondeurs ont l'obligation de terminer les trois étapes pour marquer des points en Coupe du monde (le vainqueur remporte 300 points). Les temps des deux premières étapes sont additionnés pour déterminer l'ordre de départ de l'ultime étape, ainsi cette dernière détermine le classement de ce mini-tour à son arrivée. À sa première édition, 169 fondeurs sont inscrits représentant 23 nations. Cette première édition, remportée par le Français Vincent Vittoz et la Finlandaise Virpi Kuitunen, étant une réussite, sera désormais programmée les années suivantes à Falun en Suède. 
La seconde édition se déroule en quatre étapes : un sprint classique à Stockholm, un prologue sur 2,5 km (femmes) et 3,3 km (hommes) en style libre, une poursuite en classique de 10 km et 20 km, et enfin des départs style handicap sur 10 km et 15 km en style libre, les trois dernières étapes à Falun. L'édition est remportée chez les hommes par le Suisse Dario Cologna (devant le tenant du titre Vittoz) qui s'empare du même coup du gros globe de cristal de la Coupe du monde 2009, situation comparable chez les femmes avec le sacre de la Polonaise Justyna Kowalczyk.
Cette formule à quatre étapes est reconduite les années suivantes dans les mêmes lieux. Chez les hommes, le Norvégien Petter Northug inscrit trois fois son nom à son palmarès en 2010, 2011 et 2013, Cologna remportant l'édition 2012. Chez les femmes, la Norvégienne Marit Bjørgen aligne quatre victoires d'affilée en 2010, 2011, 2012 et 2013. Lors de l'édition 2014, limitées à trois étapes, le Norvégien Martin Johnsrud Sundby. s'impose tandis que sa compatriote Therese Johaug met un terme à la série de victoires de Bjørgen.
Ces éditions remportées par des fondeurs confirmés permettent également à certains fondeurs de s'y révéler en montant sur les podiums tels que les Norvégiens Therese Johaug en 2009, Finn Hågen Krogh (à l'âge de 20 ans) en 2011, Niklas Dyrhaug et Heidi Weng en 2012, le Français Maurice Manificat en 2010 ou le Norvégien Johannes Høsflot Klæbo en 2017. 

### Palmarès
| Année | Lieu   | Vainqueur              | Deuxième          | Troisième              |
| ----- | ------ | ---------------------- | ----------------- | ---------------------- |
| 2008  | Bormio | Vincent Vittoz         | Lukáš Bauer       | Giorgio Di Centa       |
| 2009  | Falun  | Dario Cologna          | Vincent Vittoz    | Alexander Legkov       |
| 2010  | Falun  | Petter Northug         | Maurice Manificat | Marcus Hellner         |
| 2011  | Falun  | Petter Northug         | Finn Hågen Krogh  | Dario Cologna          |
| 2012  | Falun  | Dario Cologna          | Devon Kershaw     | Niklas Dyrhaug         |
| 2013  | Falun  | Petter Northug         | Finn Hågen Krogh  | Martin Johnsrud Sundby |
| 2014  | Falun  | Martin Johnsrud Sundby | Alex Harvey       | Alexander Legkov       |
| 2017  | Québec | Johannes Høsflot Klæbo | Alex Harvey       | Niklas Dyrhaug         |
| 2018  | Falun  | Alexander Bolshunov    | Alex Harvey       | Dario Cologna          |
| 2019  | Québec | Johannes Høsflot Klæbo | Alex Harvey       | Alexander Bolshunov    |

| Année | Lieu   | Vainqueur         | Deuxième          | Troisième                |
| ----- | ------ | ----------------- | ----------------- | ------------------------ |
| 2008  | Bormio | Virpi Kuitunen    | Justyna Kowalczyk | Claudia Nystad           |
| 2009  | Falun  | Justyna Kowalczyk | Therese Johaug    | Charlotte Kalla          |
| 2010  | Falun  | Marit Bjørgen     | Justyna Kowalczyk | Charlotte Kalla          |
| 2011  | Falun  | Marit Bjørgen     | Justyna Kowalczyk | Therese Johaug           |
| 2012  | Falun  | Marit Bjørgen     | Heidi Weng        | Charlotte Kalla          |
| 2013  | Falun  | Marit Bjørgen     | Therese Johaug    | Charlotte Kalla          |
| 2014  | Falun  | Therese Johaug    | Marit Bjørgen     | Heidi Weng               |
| 2017  | Québec | Marit Bjørgen     | Heidi Weng        | Stina Nilsson            |
| 2018  | Falun  | Marit Bjørgen     | Jessica Diggins   | Sadie Bjornsen           |
| 2019  | Québec | Stina Nilsson     | Therese Johaug    | Ingvild Flugstad Østberg |